# Goose Creek Symphony
Goose Creek Symphony ist eine US-amerikanische Country-Rock-Band, die 1968 in Phoenix (Arizona) gegründet wurde.

## Geschichte
Charles Gearheart gründete die Goose Creek Symphony 1968 als Zweitprojekt neben seiner Band „Richie Hart & the Heart Beats“. 1970 traten sie beim Atlanta International Pop Festival auf. In den 1970ern veröffentlichten sie eine Reihe von Alben.
1976 löste sich die Gruppe auf. 1990 gab es eine Wiedervereinigung. Die Band ist bis heute aktiv.

## Diskografie
- 1970: Est 1970 (Established 1970)
- 1971: Welcome to Goose Creek
- 1972: Words of Earnest
- 1974: Do Your Thing But Don’t Touch Mine
- 1976: Head For The Hills (erst 1997 auf CD veröffentlicht, jedoch 1977 als Bootleg erschienen)
- 1990: Oso Special (aufgenommen 1985)
- 1991: Live at Appal Shop (Re-release 1997 als "Acoustic Goose")
- 1995: The Goose Is Loose (Doppel-CD, 1996 als Einzel-CD)
- 2002: Goin’ Home
- 2003: I Don't Know
- 2004: Goose on the Lake 2004
- 2004: Live at the Mountain Arts Center
- 2007: Goose on the Lake 2007
- 2008: The Same Thing Again (aufgenommen 1977)